# Ruine Bussen
Die Ruine Bussen, auch Bussenburg genannt, ist die Ruine einer Gipfelburg auf dem 767 m ü. NN hohen Gipfel des Berges Bussen bei Offingen/Bussen, Ortsteile der Gemeinde Uttenweiler im oberschwäbischen Landkreis Biberach in Baden-Württemberg.

## Geschichte
Die Burg wurde wohl Ende des 11. Jahrhunderts erbaut. Mitte des 13. Jahrhunderts war sie eine staufische Reichsburg. Im 14. Jahrhundert gelangte die Burg als Habsburgisches Lehen in den Besitz der Truchsessen von Waldburg. Im Dezember 1633 zerstörten schwedische Truppen unter König Gustav Adolf im Verlaufe des Dreißigjährigen Kriegs die Burg. 1785 ging die verfallende Burgruine an Fürst Anselm von Thurn und Taxis. Der Fürst ließ die Ruine auf seine Kosten sichern.

## Anlage

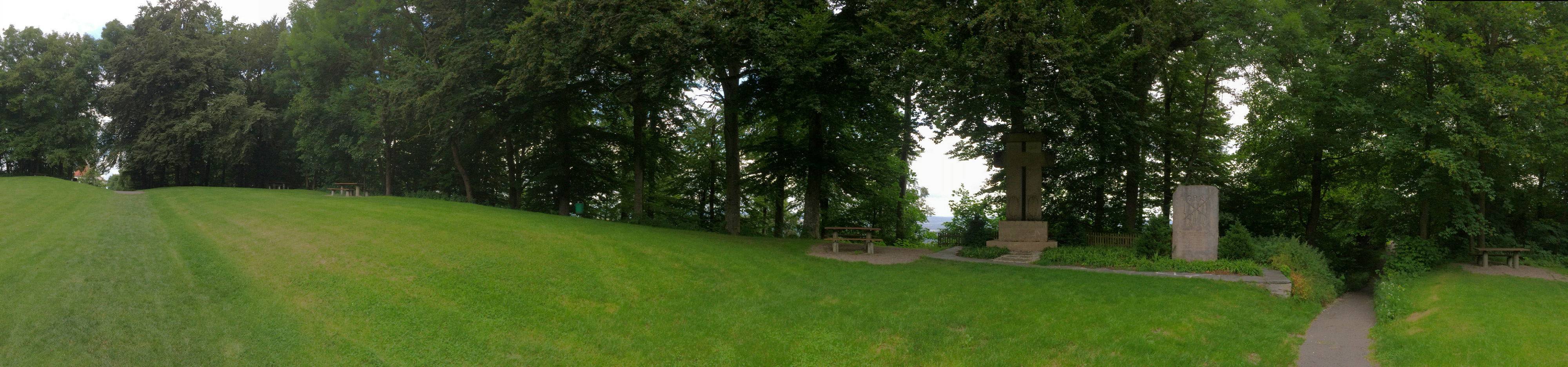
Gelände der ehemaligen Vorburg mit Denkmal für die Gefallenen des Ersten Weltkriegs und Heimkehrerdenkmal

Die zweiteilige Burganlage bestand aus einer Vorburg auf der Bergmitte und einer Hauptburg im Osten, von der noch der rechteckige Bergfried erhalten ist. Außer diesem restaurierten 13 Meter hohen Bergfried, der heute als Aussichtsturm dient, sind nur noch gesicherte Mauerreste erhalten. Westlich der Vorburg befindet sich die 1516 erbaute Wallfahrtskirche St. Johann Baptist auf dem Bussen.

## Turm
1997 erwarb der Landkreis Biberach die Ruine und restaurierte den Bergfried. An dem Turm der Burg ist eine Tafel mit folgender Inschrift des Dialektdichters Michel Buck angebracht:

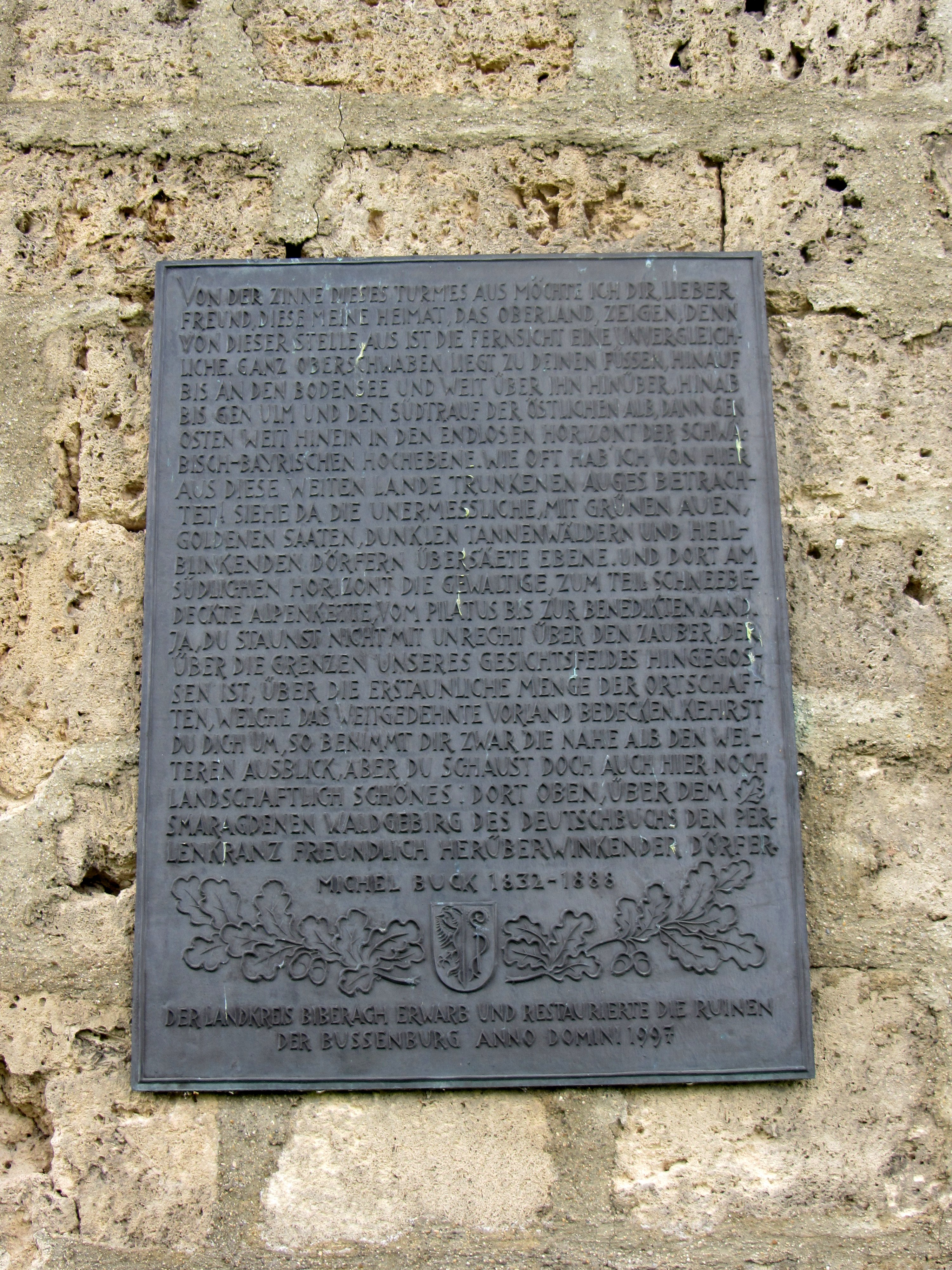
Tafel am Turm der Ruine (2012)

„Von der Zinne dieses Turmes aus möchte ich Dir, lieber Freund, diese meine Heimat, das Oberland, zeigen, denn von dieser Stelle aus ist die Fernsicht eine unvergleichliche. Ganz Oberschwaben liegt zu Deinen Füßen, hinauf bis an den Bodensee und weit über ihn hinaus. Bis gen Ulm und den Südtrauf der Östlichen Alb, dann gen Osten weit hinein in den endlosen Horizont der Schwäbisch-Bayrischen Hochebene. Wie oft hab ich von hier aus diese weiten Lande trunkenen Auges betrachtet. Siehe da die mit grünen Auen, goldenen Saaten, dunklen Tannenwäldern und hellblinkenden Dörfern übersäte Ebene. Und dort am südlichen Horizont die gewaltige, zum Teil schneebedeckte Alpenkette, vom Pilatus bis zur Benediktenwand. Ja, du staunst nicht mit Unrecht über den Zauber, der über die Grenzen unseres Gesichtsfeldes hingegossen ist, über die erstaunliche Menge der Ortschaften, welche das weitgedehnte Vorland bedecken. Kehrst Du dich um, so benimmt Dir zwar die nahe Alb den weiteren Ausblick, aber Du schaust doch auch hier noch landschaftlich Schönes: dort oben, über dem smaragdenen Waldgebirg des Teutschbuchs den Perlenkranz freundlich herüber winkender Dörfer.“ Michel Buck 1832–1888
Darunter steht: Der Landkreis Biberach erwarb und restaurierte die Ruinen der Bussenburg ANNO DOMINI 1997.